# Pirate (пісня Шер)
«Pirate» — пісня американської співачки та акторки Шер, випущена як перший сингл з її 14-го альбому «Cherished» (1977).

## Історія
Пісня дебютувала на 96-му місці у чарті Billboard Hot 100 у день випуску 15 січня, а наступного тижня досягла 93-го місця.

## Тижневі чарти
| Чарт (1977)                | Позиція |
| -------------------------- | ------- |
| США US «Billboard» Hot 100 | 93      |